# Solovej

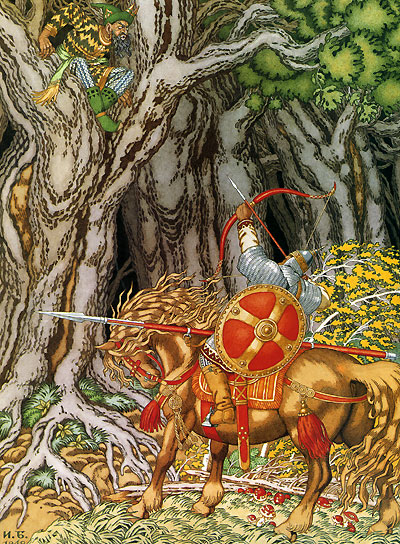
Il'ja Muromec e il Ladro Usignolo, di Ivan Jakovlevič Bilibin.

Solovej Odikhmant'evič (Соловей Одихмантьевич), anche conosciuto come Ladro Usignolo o Solovej il Brigante (Соловей-Разбойник, Соловей Розбійник, Solovej-Razbojnik), è un personaggio epico-mitologico di cui narrano le byliny, poemi epici che raccolgono la tradizione popolare ucraina/ russa.
Leggenda vuole che questo personaggio abbia vissuto per oltre trent'anni in una foresta nei pressi della città di Brjansk. Seduto sopra un albero Solovej derubava i passanti diretti o di ritorno da Kiev, addormentandoli con il suono del suo magico flauto.

Secondo la tradizione popolare fu ucciso da Il'ja Muromec che riuscì nel suo intento nonostante Solovej, prima di morire, suonando a volume altissimo il suo flauto avesse abbattuto gli alberi di metà foresta e ucciso le persone che vivevano nelle immediate vicinanze di questa.